# Трипалладийторий
Трипалладийторий — бинарное неорганическое соединение, интерметаллид
палладия и тория
с формулой ThPd3,
кристаллы.

## Получение
- Сплавление стехиометрических количеств чистых веществ:

{\displaystyle {\mathsf {3Pd+Th\ {\xrightarrow {1500^{o}C}}\ ThPd_{3}}}}

## Физические свойства
Трипалладийторий образует кристаллы
гексагональной сингонии,
пространственная группа P 63/mmc,
параметры ячейки a = 0,5858 нм, c = 0,9814 нм, Z = 4,
структура типа триникельтитана TiNi3
.
Соединение конгруэнтно плавится при температуре >1500 °C
и имеет область гомогенности 22,5÷25 ат.% тория.